# (6441) Milenajesenska
(6441) Milenajesenska es un asteroide que forma parte del cinturón de asteroides y fue descubierto por Antonín Mrkos el 9 de septiembre de 1988 desde el Observatorio Kleť, cerca de České Budějovice, República Checa. 

## Designación y nombre
Milenajesenska se designó inicialmente como 1988 RR2. Más tarde, fue Nombrado así en memoria de Milena Jesenská (1896-1944), destacada periodista checa y mediadora entre las culturas checa y alemana en Bohemia. Fue detenida por su participación política y resistencia en el campo de concentración de Ravensbrück, donde murió. Es ampliamente conocida por su correspondencia con el escritor praguense Franz Kafka (Briefe an Milena).

## Características orbitales
Milenajesenska está situado a una distancia media del Sol de 2,399 ua, pudiendo alejarse hasta 2,894 ua y acercarse hasta 1,904 ua. Tiene una excentricidad de 0,206 y una inclinación orbital de 2,726 grados. Emplea 1357,43 días en completar una órbita alrededor del Sol. 
Pertenece a la familia de asteroides de (135) Hertha.

## Características físicas
La magnitud absoluta de Milenajesenska es 13,82. Tiene 4,829 km de diámetro y su albedo se estima en 0,302.